# Decauville-Bahn Poienari–Schitu Goleşti
| Ingenieur Pierre Domette Boussard an der Decauville-Bahn des Braunkohlebergwerks in Poienari bei Schitu Golești                                                     |                     |                                   |                                   |
| Die Siedlungen Poienari und Schitu Goleşti |                     |                                   |                                   |
| Streckenlänge: | 5 km                |                                   |                                   |
| Spurweite: | 600 mm (Schmalspur) |                                   |                                   |
| |                     |                                   |                                   |
| \| \| 0 \| Braunkohlebergwerk in Poienari \| Braunkohlebergwerk in Poienari \| \| \| 5 \| Normalspur-Bahnhof Schitu Golești \| Normalspur-Bahnhof Schitu Golești \| |                     |                                   |                                   |
| Kopfbahnhof Streckenanfang (Strecke außer Betrieb) | 0                   | Braunkohlebergwerk in Poienari    | Braunkohlebergwerk in Poienari    |
| Kopfbahnhof Streckenende (Strecke außer Betrieb) | 5                   | Normalspur-Bahnhof Schitu Golești | Normalspur-Bahnhof Schitu Golești |

Die Decauville-Bahn Poenari–Schitu Golești war eine fünf Kilometer lange Schmalspurbahn vom Braunkohlebergwerk in Poienari (veraltet Poenari) zum Normalspur-Bahnhof vom südwestlich gelegenen Schitu Golești im Kreis Argeș in Rumänien.

## Geschichte
Das Braunkohlebergwerk in der Gemeinde Poienari hatte anfangs eine Fläche von 869 Hektar. Es wurde 1906 von Stoicescu, dem ersten Konzessionär, in Betrieb genommen. Bis 1909 förderte Stoicescu dort mit primitiven Methoden Braunkohle am linken Ufer des Flusses Măgherița. Der Transport erfolgte mit Fuhrwerken, die durch das Poienari-Tal fuhren. Das Rollmaterial bestand aus einigen wenigen Wagen und einer 100 Meter langen Decauville-Bahn. Die Länge der Stollen betrug 800 Meter auf einer Fläche von drei Hektar.
Im Juni 1906 nahm die Firma von I.I. Beligrădeanu Fils aus Craiova die Ausbeutung wieder auf. Ab 1909 wurde das Bergwerk unter der Leitung des französischen Ingenieurs Pierre Domette Boussard durch den Bau einer Rampe zur Verladung der Braunkohle, durch bessere Abstützungen in den Stollen, sowie den Bau von Garagen und Werkstätten modernisiert. Er ließ um 1909 eine 5 Kilometer lange Decauville-Bahn mit einer Spurweite von 600 mm verlegen, die das Bergwerk mit dem Bahnhof in Schitu Golești verband.
Außer der Errichtung der über Tage gelegenen mechanischen Systeme wurden unter Tage ein Druckluftkessel und Druckluftleitungen für die Presslufthämmer verlegt. Ab 1913/1914 wurden mit einem Elektrobagger zufriedenstellende Ergebnisse erzielt. Im Jahr 1916 hatten die Stollen des Bergwerks eine Länge von 6500 Metern auf einer Fläche von 10 Hektar.
Im Ersten Weltkrieg wurde der Betrieb des Bergwerks durch die deutsche Besatzung weitergeführt. Um möglichst viel Braunkohle so schnell wie möglich zu fördern, wurden nur noch die produktivsten Orte genutzt, die Entwässerung vernachlässigt, Einsparungen beim Kauf von Holz für die Stollen gemacht. Dadurch wurde das Bergwerk stark in Mitleidenschaft gezogen, so dass eine Wiederinbetriebnahme vorübergehend unmöglich erschien.
In der Nachkriegszeit wurden zwei Generatoren mit 50 und 80 PS für die Stromerzeugung, eine Sulzer-Pumpe zur Entwässerung sowie ein Babcok- und Choavald-Kessel für die Presslufthämmer installiert.
Die Decauville-Bahn wurde 1923 mit drei Lokomotiven betrieben. Die noch befahrenen Stollen des Bergwerks hatten zu dieser Zeit eine Länge von 4200 Metern auf 5 Stockwerken auf einer Fläche von 20 Hektar.

## Fördermengen
- 1909: 03.539 t
- 1910: 13.365 t
- 1911: 18.107 t
- 1912: 22.476 t
- 1913: 20.583 t
- 1914: 20.000 t
- 1915: 24.110 t
- 1916: 25.867 t
- 1917: 12.784 t
- 1918: 17.346 t
- 1919: 10.570 t
- 1920: 08.798 t
- 1921: 14.582 t
- 1922: 21.653 t